# (129149) Richwitherspoon
(129149) Richwitherspoon est un astéroïde de la ceinture principale.

## Description
(129149) Richwitherspoon est un astéroïde de la ceinture principale. Il fut découvert le 3 mars 2005 aux monts Santa Catalina par le projet CSS (Catalina Sky Survey). Il présente une orbite caractérisée par un demi-grand axe de 2,60 UA, une excentricité de 0,06 et une inclinaison de 1,7° par rapport à l'écliptique.
Il est nommé d'après un contributeur de la mission OSIRIS-REx dont l'objet est l'étude de l'astéroïde (101955) Bénou.